# Chorizanthe uniaristata
Chorizanthe uniaristata är en slideväxtart som beskrevs av Torr. & Gray. Chorizanthe uniaristata ingår i släktet Chorizanthe och familjen slideväxter. Inga underarter finns listade i Catalogue of Life.